# دن کیشوت
دن کیشوت (تلفّظِ اسپانیایی: دن کیخوته د لا مانچا، به اسپانیایی: Don Quijote de la Mancha) رمانی از نویسندهٔ اسپانیایی، میگل د سروانتس (۱۶۱۶ م–۱۵۴۷ م) است. این اثر از کهن‌ترین رمانها در زبان‌های نوین اروپایی است. سروانتس، بخش اول دن کیشوت را در زندان نوشت؛ که بخش اول نخستین بار در سال ۱۶۰۵ و بخش دوم نیز در ۱۶۱۵ در مادرید، چاپ و منتشر شد.

## داستان
دُن کیشوت زندگی فردی را روایت می‌کند که دچار توهم است و وقت خود را با خواندن آثار ممنوعه می‌گذراند. در زمان روایت داستان، نوشتن و خواندن آثاری که به شوالیه‌ها می‌پرداخت، ممنوع بود و شخصیت اصلی داستان، خود را در نقش یکی از همین شوالیه‌ها تصور می‌کند و دشمنانی فرضی در برابر خود می‌بیند که اغلب کوه‌ها و درخت‌ها هستند. دُن کیشوت پهلوانی خیالی و بی‌دست‌وپاست که خود را شکست‌ناپذیر می‌پندارد.
او با همراهی خدمتکارش، سانچو پانزا، به سفرهایی طولانی می‌رود و در میانهٔ همین سفرهاست که کارهایی عجیب و غریب از وی سر می‌زند. او که هدفی جز نجات مردم از ظلم و استبداد حاکمان ظالم ندارد، نگاهی تخیلی به اطرافش دارد و همه چیز را در قالب ابزار جنگی می‌بیند.

## خلاصهٔ داستان
کتاب اول

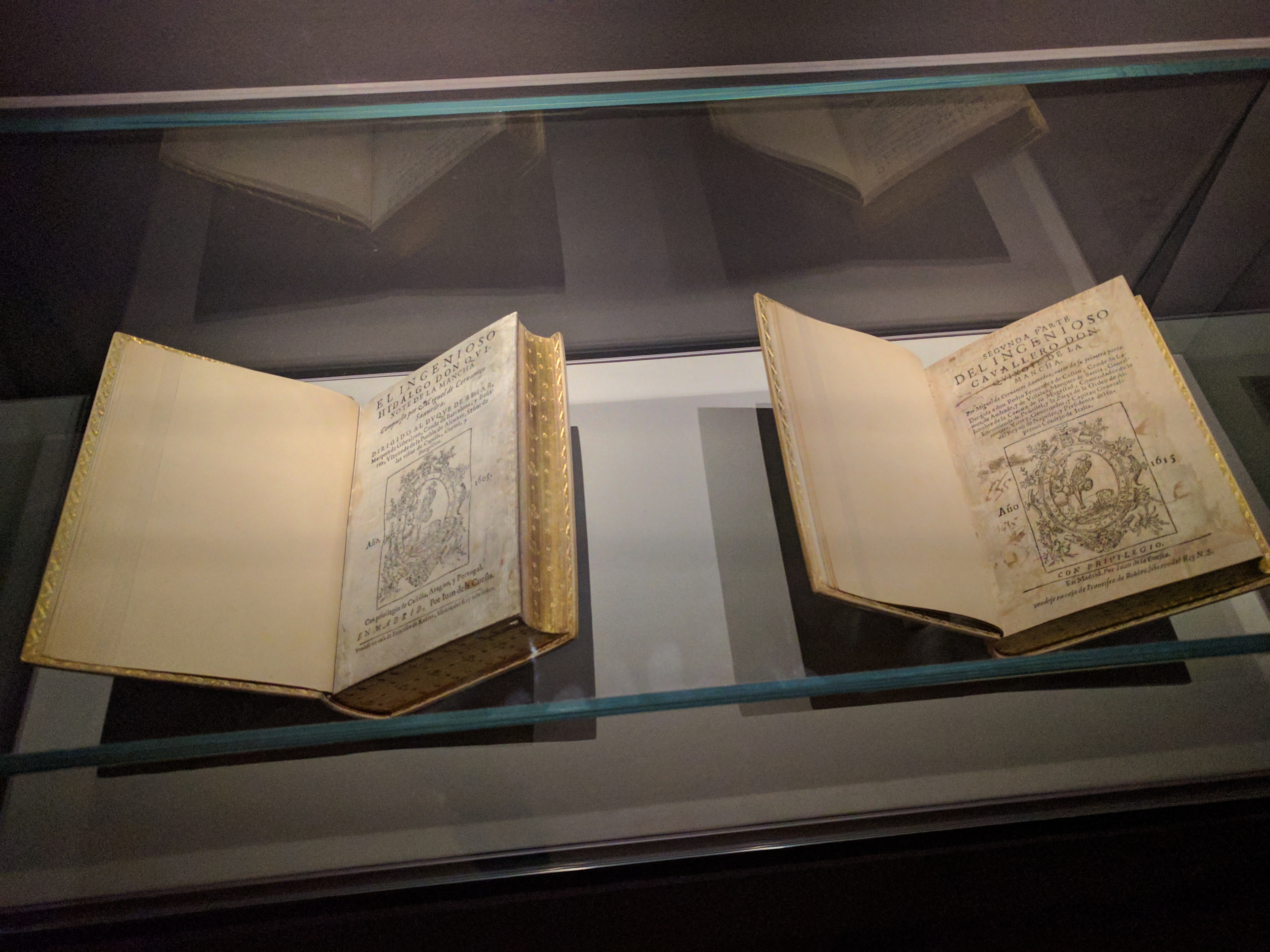
چاپ دوم قسمت اول w:en:Don Quixote و چاپ اول قسمت دوم ال کیشوت. موزه پرادو، مجموعه خصوصی.

آلونسو کیشانو پنجاه ساله و نه چندان ثروتمند، لاغر اندام و با صورت استخوانی، به همراه خواهرزاده‌اش، آنتونیا و خدمتکار بداخلاقش در روستای اسپانیایی لامانچا زندگی می‌کند. کیشانو در اغلب کارهایش مردی عمل‌گرا است و با هم‌رده‌هایش در جامعه، کشیش روستا و طبقهٔ خدمتکاران مهربان است. کیشانو برای طبقهٔ حاکم احترام ویژه‌ای قائل است و آن‌ها را بدون چون و چرا از خود بالاتر می‌داند. او نه میلی به ثروت و مقام دارد و نه فقر آبرومندانه‌اش مایهٔ کج‌خلقی‌اش می‌شود.
باارزش‌ترین دارایی کیشانو که کتاب‌خوان و اهل تفکر است، کتاب‌هایش هستند. او تحت تأثیر کتاب‌هایش، ابتدا به آیین‌ها، ماجراها و قصه‌های شوالیه‌گری علاقه‌مند می‌شود و سپس به‌تدریج شیفتهٔ شوالیه‌های ماجراجویی می‌شود که دنبال مأموریتی شرافتمندانه و آرمانی هستند. اشتهای کیشانو به داستان‌های شوالیه‌گری تشدید می‌شود و برای خرید کتاب‌های بیشتر زمین‌هایش را می‌فروشد. کتاب‌ها پشت سر هم قطار می‌شوند و او بیشتر از قبل خودش را غرق مطالعه می‌کند. به گفتهٔ سروانتس، بر اثر مطالعهٔ زیاد و خواب کم، مغز دن کیشوت آب می‌رود و هوش و حواسش را از دست می‌دهد. رؤیای کیشانو این است که شوالیه‌ای ماجراجو شود و سوار بر اسب و زره بر تن در دنیا ماجراجویی کند، با این هدف که تمام اشتباهات عالم را درست کند.
پس از مدتی طولانی شیفتگی‌اش به آیین شوالیه‌گری او را وادار می‌کند تا دست به عمل بزند. کیشانو ملبس به زره‌ای زنگ‌زده، بر اسبی لنگ سوار می‌شود تا به جستجوی ماجراهای شوالیه‌ای برود. او که امیدوار است اشراف‌زاده‌ای محترم به او لقبی اعطا کند، سرانجام به دست مسافرخانه‌داری که کیشانو را صاحب تیول می‌پندارد به دن کیشوت دِ لامانچا ملقب می‌شود. اسب لنگ و از پا افتاده‌اش هم به مقام رزینانته ارتقا پیدا می‌کند.
اکنون دن کیشوت برای آغاز سفرش تنها به دو چیز احتیاج دارد؛ بانویی که دن کیشوت خودش را وقف او کند و یک خدمتکار برای اولی، دن کیشوت نام دولسینیا دل توبوسا را برمی‌گزیند، به‌یاد آلدونزا لورنزو، همان دختر روستایی که زمانی دلش را برده است.

## کتاب دوم
کتاب دوم ماجراهای دن کیشوت می‌باشد که در جلدی جداگانه چاپ شده است. کمی بعد از انتشار کتاب اول زمانی که سروانتس نوشتن کتاب دوم را شروع کرده بود، خبری به گوشش رسید که نویسنده‌ای به نام اَوِلاندو نسخه‌ای جعلی از ادامهٔ ماجراهای دن کشوت نوشته و کار را به جایی رسانده که دن کیشوت از وفاداری به دولسینیا دست می‌کشد. در این زمان سروانتس در حال نوشتن فصل ۵۹ از کتاب دوم بود، جایی که دن کیشوت و سانچو به قصد شرکت در یک تورنمنت نیزه‌زنی به سمت ساراگوسا حرکت می‌کنند. اکنون سروانتس خشمگین از نسخهٔ جعلی، به قصد انتقام ترتیبی می‌دهد که دن کیشوت و سانچو حین صرف شام در مسافرخانه‌ای، خبر نسخهٔ اولاندو را بشنوند. شوالیه و خدمتکارش سریع به سمت بارسلون، خانهٔ دن‌آلوارو تَرفه یکی از شخصیت‌های کتاب اولاندو، حرکت می‌کنند و پس از رسیدن به بارسلون او را می‌ربایند.
کتاب دوم شخصیتی به نام سامسون کاراسکو را هم معرفی می‌کند، مردی جوان از روستای دن کیشوت که به تازگی از دانشگاه سالامانکا فارغ‌التحصیل شده است. کاراسکو نقش پیشین کشیش و سلمانی را به عهده می‌گیرد و خواهان نجات دن کیشوت و حفظ جانش در برابر خطرات است اما دن کیشوت چندان علاقه ندارد نجاتش دهند. دن کیشوت قصد دارد برای ادای احترام به دولسینیا به توبوسوا سفر کند. او و سانچو در راه با سه دختر روستایی روبه‌رو می‌شوند و سانچو با توسل به حیله‌ای امیدوار است اربابش یکی از این سه دختر را به عنوان دولسینیا بپذیرد. هر وقت وقایع برخلاف انتظار پیش می‌روند، دن کیشوت گمان می‌کند دست جادوگران در کار است. در این مورد خاص هم گمان می‌کند جادوگران دولسینیا را به هیئت دختر روستایی زشت‌رویی درآورده‌اند.
دن کیشوت به شکل غیرمنتظره‌ای در نبرد با شوالیه آینه‌ها به پیروزی می‌رسد. شوالیه‌ای که معلوم می‌شود کسی جز سامسون کاراسکوی تغییر چهره داده نیست. سامسون قصد کرده بود از طریق تغییر چهره و درآمدن در هیئت شوالیه‌ای رقیب، دن کیشوت را به خانه بازگرداند. نقشهٔ او تأثیر معکوسی دارد. اندکی بعد از این واقعه، دن کیشوت و سانچو پانزا با شوالیهٔ سبزپوش روبه‌رو می‌شوند. در این اپیزود شیری وجود دارد که دن کیشوت تصمیم می‌گیرد با آن مبارزه کند.
بخش اعظم این بخش به دوک و دوشسی بی‌نام اختصاص می‌یابد که به کمک خدمتکاران خانه زادشان، در قالب مجالس مضحکه، سربه‌سر دن کیشوت می‌گذراند. به‌علاوه دوک و دوشس باعث می‌شوند شوالیه و خدمتکارش مجروح شوند. عنصر مهم دیگر داستان انتصاب سانچو پانزا به فرماندهی یک جزیره است، شوخی دیگری که در نهایت با اعلام برائت سانچو از زندگی ارباب‌های فئودال خاتمه می‌یابد و عمق وفاداری او به دن کیشوت را نشان می‌دهد…

## تحلیل داستان
در دنیای ایدئال شوالیه، افراد جامعه فقط در پی کسب دارایی و رفاه فردی نیستند و در فضایی ساده و صمیمی به دور از فساد و ظلم، در کنار هم زندگی می‌کنند. بدیهی است که این دنیای اسطوره‌ای را نمی‌توان در مکان و زمان معینی پیدا کرد. شوالیه‌های قرون وسطایی فقط در دنیای شانس و جادو می‌توانستند زندگی کنند و هویت خود را شکل دهند. به همین دلیل مختصات جغرافیایی و موقعیت تاریخی رخدادها و ماجراهای داستان سروانتس مبهم است.
ماجراجویی‌های شوالیه از لحاظ زمانی هم بیرون از چرخهٔ توالی زمان واقعی هستند. خلاف رخدادهایی که در زندگی واقعی وجود دارند، ترتیب زمانی ماجراهای او معنای خاصی ندارد. دن کیشوت برای رسیدن به آرمان‌شهر طلایی‌اش هم خود را از مکان حقیقی دور می‌کند و هم زمانِ حال واقعی زندگی‌اش را ترک می‌کند و از یک نازمان آرمانی سر درمی‌آورد. به همین دلیل ماجراهای شوالیه سروانتس ماهیتی رؤیاگونه پیدا می‌کنند.
داستایوفسکی رمان سروانتس را از غم‌انگیزترین رمان‌ها می‌داند، چرا که به گفتهٔ وی «دُن کیشوت گرفتار مرض است: نوستالژیای واقع‌گرایی». برای خوانندگانی که با جهان دُن کیشوتی آشنایند، جملهٔ داستایوفسکی -چه به عنوان غمگینانه‌ترین رمان و چه گرفتاری دُن کیشوت در نوستالژیای واقع‌گرایی- ترکیبی متناقض است. چگونه می‌توان دُن کیشوتی که رمهٔ گوسفندان را لشکریان دشمن می‌پندارد، موصوف اندوه‌بار واقعیت دانست؟ موردی که داستایوفسکی در «زیرمتن» توصیف خود از رمان سروانتس دارد، اشاره به برساخت «آرمان‌شهر» دُن کیشوت است. به عبارتی دُن کیشوت خانه و روستایش را ترک می‌کند تا با «ماجراجویی» آرمان‌شهر خود را -که حاصل مطالعهٔ انبوهی از کتاب‌های شوالیه‌گری قرون وسطی است؛ تحقق بخشد. آرمان‌شهری که تنها برای دُن کیشوت وجود دارد و حاصل ماجراجویی‌اش چیزی جز مسخره کردن و در نهایت مرگ در بستر بیماری نیست. از این رو «واقعیت» برای دُن کیشوت که همانا دست‌یابی به آرمان‌شهرش است، هرگز محقق نمی‌شود و چنین دست نیافتن او به آرمان‌شهر «غم‌انگیز» است.
دن کیشوت در حسرت رسیدن به دنیایی مانند سرزمین آرمان شهر آرکیدیا است که در آن زندگی ساده و بی‌پیرایهٔ روستایی در فضایی عاری از تبعیض و ستم و خشونت جریان دارد. او در پی احیای ارزش‌های سنتی عصر طلایی و نوعی ساده‌زیستی رمانتیک است. اما آرمان‌شهر سانچو به منزلهٔ نمایندهٔ طبقهٔ فرودست، عشرت‌کده‌ای است که در آن هیچ‌کس مجبور نیست برای گذراندن زندگی تلاش کند و نیازها و آرزوهای افراد بدون هیچ زحمتی برآورده می‌شود. رویارویی روایت رسمی و مردمی از جهان و هم‌جواری آرمان‌شهرهای برخاسته از آن‌ها، دو نکته را برای مخاطب روشن می‌کند. اول این‌که فانتزی‌های طبقات فرودست جامعه چه تفاوت‌هایی با فانتزی‌های فرهنگ حاکم دارد و دنیای آرمانی نمایندگان هر فرهنگ چه ویژگی‌هایی دارد. نکتهٔ دوم توضیحی است دربارهٔ ارتباط جایگاه اجتماعی افراد با ماهیت ماجراهایی که از سر می‌گذرانند.
فرهنگ رسمی در رمان دُن کیشوت، زبانی باستانی و کهن دارد که با زندگی سادهٔ روستایی جور در نمی‌آید. در دنیای ایده ال دن کیشوت، تصویری آرمان‌گرایانه از زندگی بی‌غل‌وغش روستایی وجود دارد. نامناسب بودن زبان رسمی او در مواجهه با گفتمان کنایی و شوخ روستاییان به چشم می‌آید. قطعیت آرمان‌شهری فانتزی دن کیشوت دربارهٔ زندگی روستایی هم در مواجهه با کنایه‌های کارناوالی خرده‌فرهنگ مردمی متزلزل می‌شود. حضور این خرده‌فرهنگ در کنار فرهنگ رسمی سه کارکرد در رمان دارد: اولین کارکرد نشان دادن شکاف‌های بین دو فرهنگ، دومین کارکرد اشاره به توزیع نامتوازن سرمایه‌های فرهنگی و افشای بی‌پایه و اساس بودن ادعاهای مبنی بر اصالت و سومین کارکرد درستی و حقانیت ذاتی است.

## ارزش‌های اثر

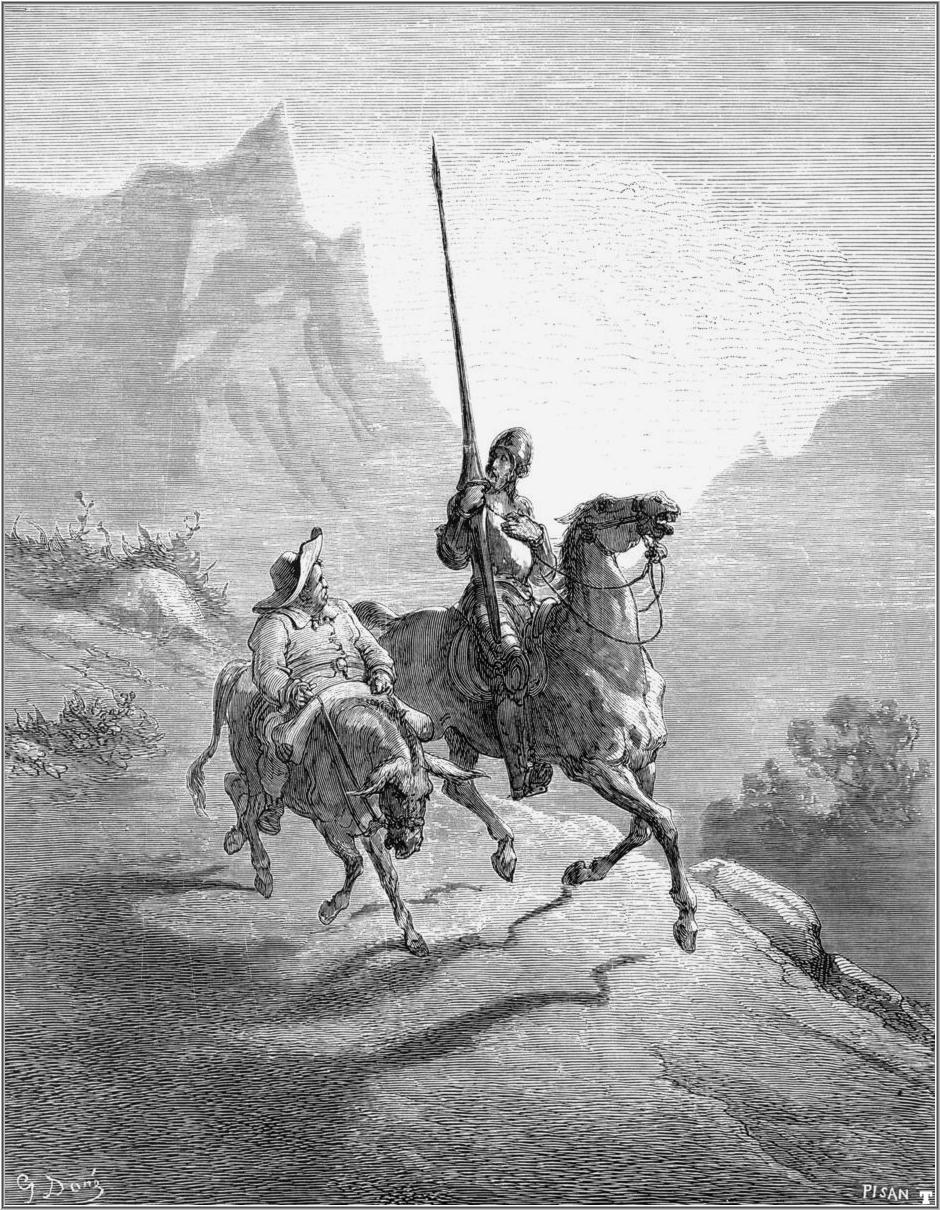
نگاره‌ای از دن کیشوت و سانچو پانزا، اثر گوستاو دوره (۱۸۶۳)

شاید تاکنون هیچ کتابی به اندازه «دن کیشوت» این همه مورد عشق و علاقه ملت های گوناگون نبوده است. بسیاری از کتاب ها هست که تنها به یک قوم و ملت اختصاص دارد و از حدود مرز یک کشور فراتر نمی رود؛ بسیاری دیگر نیز هست که در میان ملل دیگر هم خواننده دارد ولی تنها مورد پسند گروه روشنفکران یا مردم عادی یا طبقات ممتاز است. اما «دن کیشوت» همه حصارهای جغرافیایی و نژادی و اجتماعی و طبقاتی را در هم شکسته و نام خود را با دنیا و بشریت توأم ساخته است. همین بس که این رمان از ابتدای قرن هفدهم تاکنون بیش از هزار به بیشتر از سی زبان مختلف منتشر گردیده است. شیوه نگارش این کتاب بسیار مهم است و زمان نوشتنش اهمیت آن را بیشتر می‌کند. یکی از دلایل معروفیت دن کیشوت در میان ملل و جوامع مختلف این است که تمام حصارهای جغرافیایی، نژادی، اجتماعی و طبقاتی را در هم شکسته و نام خود را با دنیا و بشریت گره زده است.
ردپای همهٔ اختلاف‌نظرها، تضادها و کشمکش‌های اروپای قرن شانزدهم میلادی را می‌شود در این رمان دید. سروانتس در زمانه‌ای شخصیت‌ها و ماجراهای دن کیشوت را آفرید که تغییرات دوران، روایت‌های جدیدی از جهان را در کنار روایت‌های موجود گذاشت و فرهنگ‌های گوناگون در عرصه‌های مختلف با یکدیگر مواجه شدند.
سروانتس تراژدی بسیار غم‌انگیز یک انسان مجنون و ذلیل و درمانده را با کمدی بسیار مضحک کسانی که دیگر اجتماع جایی برای ایشان ندارد، استادانه در هم آمیخته و شاهکاری به وجود آورده است که تجسم زندگی دردناک و رقت آمیز کسانی است که برخوردار از شرافت و درستی و صاحب افکار بلندند، ولی راه واقعی برآوردن آرزوها و آرمان‌های خود را نمی‌شناسند. از این جاست که دن کیشوت در هر خانه و کاشانه ای جای خود را باز کرده است. دن کیشوت با ما بیگانه نیست، در کنار ماست.

## فیلم‌های اقتباس شده
دن کیشوت (فیلم ۱۹۲۳)
دن کیشوت (فیلم ۱۹۳۳)
دن کیشوت (فیلم ۱۹۴۷)
دن کیشوت (فیلم ۱۹۵۷)
دن کیشوت (فیلم ۱۹۷۳)
دن کیشوت (فیلم ۲۰۰۰)
دن کیشوت (فیلم ۲۰۱۰)
اقتباس سینمایی
از رمان دن کیشوت یک اثر نمایشی به کارگردانی اورسن ولز ساخته شده است.

## انیمیشن تلویزیونی
از داستان دن کیشوت یک انیمیشن کامپیوتری با همین نام ساخته شده است.
Donkey Xote (در برخی مناطق با نام Donkey X یا Æslet شناخته می‌شود) یک فیلم انیمیشن سه بعدی رایانه‌ای برای کودکان محصول ۲۰۰۷ است که توسط استودیو Lumiq تولید شده است.[۱] این فیلم محصول مشترک اسپانیا و ایتالیا است که به کارگردانی خوزه پوزو و نویسندگی آنجل پرینت بر اساس رمان دن کیشوت میگل د سروانتس ساخته شده است و صداپیشگی آندرئو بوئنافونته، دیوید فرناندز، سونیا فرر و خوزه لوئیس گیل را دارد. این فیلم به عنوان یک فیلم ساختگی شهرت پیدا کرد زیرا شخصیت اصلی روسیو شباهت عمدی به Donkey از سری فیلم‌های شرک دارد، همراه با پوستری که برچسب «از تولیدکنندگانی که شرک را دیدند» دارد.

## ترجمه‌های فارسی
دن کیشوت در قرنِ ۱۹ میلادی برای ناصرالدّین شاه به فارسی ترجمه شد، ولی به انتشار عمومی نرسید. بعدها ذبیح‌الله منصوری ترجمه‌ای فارسی از این رمان منتشر کرد. پس از آن این کتاب به ترجمهٔ محمّد قاضی در سال ۱۳۳۷ در ایران منتشر شد؛ همین ترجمه بود که چون از روی ترجمه‌ٔ موریس باردنِ فرانسوی انجام شده بود، نام دن کیشوت را در ادبیات ایران ماندگار کرد. در ۱۳۹۱، ترجمه‌ٔ دیگری از این کتاب، این‌بار از روی زبان اصلی و با حفظ نام اولیه، توسط کیومرث پارسای انجام شد.